# Cinema (Gianna Nannini)
Cinema è un singolo della cantautrice italiana Gianna Nannini, pubblicato l'8 dicembre 2017 come secondo estratto dal diciannovesimo album in studio Amore gigante.

## Video musicale
Il videoclip è stato pubblicato l'8 dicembre 2017 sul canale Vevo-YouTube della cantante.

## Tracce
Testi e musiche di Gianna Nannini, Davide Petrella e Dario Faini.
1. Cinema – 3:26